# Axel Becker

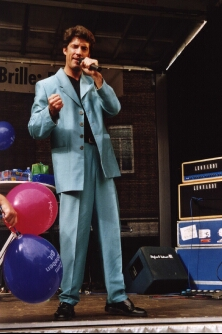
Axel Becker auf einem Stadtfest in Meppen

Axel Becker (* 28. September 1963 bei Nürnberg; † Januar 2015 ebenda) war ein deutscher volkstümlicher Schlagersänger. Seine ersten Erfolge hatte er 1997 bei der Volkstümlichen Hitparade mit Schlaf in meinen Träumen ein (Platz 1), 1999 mit Ich kann nicht leben ohne Dich und einem dritten Platz bei der Vorentscheidung des Grand Prix der Volksmusik mit Ein neuer Tag bricht an.

## Diskografie
Musikalben:
- 1999: Ich kann nicht leben ohne Dich
- 2000: Bring ein bisschen Liebe mit
- 2001: So eine Liebe gibt es einmal nur
- 2002: Nur wer liebt
- 2004: Doch dann war Liebe im Spiel
- 2007: Streichelwind
- 2009: Weihnachtswünsche
- 2012: Ein Stück vom ewigen Glück

Maxis:
- Schlaf in meinen Träumen ein
- Sie tanzt für mich
- So viel Liebe in mir
- Ich schwöre Dir
- Sommer des Lebens
- 1990: Ich kann nicht leben ohne Dich
- 1997: Ich will Dich umarmen
- 1998: Ich freu mich auf den Sommer mit Dir
- 1999: Ein neuer Tag bricht an
- 2000: Ich fühle wie du
- 2000: So eine Liebe gibt es einmal nur
- 2000: Schenk mir noch einen Tanz
- 2001: Endlich Sonne (zusammen mit Mara Kayser)
- 2001: Und wenn der Sturm die Welt verweht
- 2002: Vertrau mir
- 2002: Stern einer Nacht
- 2007: Bella Angela
- 2007: Streichelwind